# Komalapuram
Komalapuram è una suddivisione dell'India, classificata come census town, di 43.281 abitanti, situata nel distretto di Alappuzha, nello stato federato del Kerala. In base al numero di abitanti la città rientra nella classe III (da 20.000 a 49.999 persone).

## Geografia fisica
La città è situata a 9° 25' 53 N e 76° 20' 41 E.

## Società

### Evoluzione demografica
Al censimento del 2001 la popolazione di Komalapuram assommava a 43.281 persone, delle quali 21.038 maschi e 22.243 femmine. I bambini di età inferiore o uguale ai sei anni assommavano a 4.775, dei quali 2.470 maschi e 2.305 femmine. Infine, coloro che erano in grado di saper almeno leggere e scrivere erano 36.461, dei quali 18.116 maschi e 18.345 femmine.